# Leptotarsus huanucensis
Leptotarsus huanucensis är en tvåvingeart som först beskrevs av Alexander 1954.  Leptotarsus huanucensis ingår i släktet Leptotarsus och familjen storharkrankar.
Artens utbredningsområde är Peru. Inga underarter finns listade i Catalogue of Life.